# Boryspil
Boryspil (em ucraniano:  Бориспіль) é uma cidade ucraniana, localizada no Oblast de Kiev no norte da Ucrânia. A cidade abriga o Aeroporto Internacional de Kiev-Boryspil (o principal aeroporto do país) e Arsenal de Kiev equipe da Premier League da Ucrânia.
Durante Segunda Guerra Mundial, Boryspil foi ocupada pelo Exército alemão na Batalha de Kiev de 23 de setembro de 1941 a 23 de setembro de 1943.

## Etimologia
O nome da cidade é de origem grega. Ele consiste em duas partes Borys de Borístenes (o nome grego para Dnieper) e Pil de Polis (a versão ucraniana da palavra grega).

## Ligação externa
- Boryspil info